# ورزشگاه میجی جینگو گایئن
استادیوم میجی جینگو گایئن (انگلیسی: Meiji Jingu Gaien Stadium) یک استادیوم چند منظوره در توکیو، ژاپن بود.